# Florarctus heimi
Florarctus heimi är en djurart som tillhör fylumet trögkrypare, och som beskrevs av Delamare Deboutteville och Jeanne Renaud-Mornant 1965. Florarctus heimi ingår i släktet Florarctus och familjen Halechiniscidae. Inga underarter finns listade i Catalogue of Life.